# Heinsch
Heinsch (prononcé /(h)ɛ̃ʃ/, en luxembourgeois Häischel, en allemand Heischlingen et en wallon Hinch) est une section de la ville belge d'Arlon située dans la province de Luxembourg en Région wallonne.
C'était une commune à part entière avant la fusion des communes de 1977.
L'ancienne commune comprenait les localités suivantes : Freylange, Heinsch, Schoppach et Stockem. La section comprend également Fouches et Sampont, qui ont été détachés de Hachy lors de la fusion de 1977.
Le village a gardé beaucoup de caractéristiques de l’habitat lorrain du XIXe siècle.

## Étymologie
Le nom de 'Heinsch' vient de l’allemand 'Heuschlingen'. Heinsch s’appelait Henselles en 1219 et Henselen en 1272.

## Géographie
| Lottert | Tattert | Lischert  |
|         | Heinsch | Freylange |
| Fouches |         | Stockem   |

## Évolution démographique
- Source: DGS, 1831 à 1970=recensements population, 1976= habitants au 31 décembre

## Histoire
En 1865, Metzert fut cédé à la commune de Tontelange.

## Patrimoine et culture

### Patrimoine architectural
- L’église Notre-Dame du Rosaire[1].
- Le lavoir public classé en 1982.

## Personnalités
- Catherine dite Kate Schandeler (1889-?), infirmière, ancienne élève d’Edith Cavell, lauréate de la médaille Florence Nightingale en 1920 (première promotion).[réf. nécessaire]
- Simon et David de Heemsce, peintres-verriers du XVIe siècle (liés au village par interprétation du nom)